# 南熱海グリーンヒル
南熱海グリーンヒル（みなみあたみグリーンヒル）とは、静岡県熱海市和田木地区の山中にある温泉付き別荘地。

## 概要
和田木地区の山中にある2つの別荘地の内、北東に位置する方の別荘地。総区画285、総棟数250、定住世帯数40。
1963年（昭和38年）から分譲開始。管理は「南熱海グリーンヒル別荘地自治会」。
熱海市のごみ収集においては「グリーンヒル」単独で収集エリアを形成している。
敷地の南半分は、伊東市宇佐美にまたがっており、管理事務所も住所上は伊東市宇佐美になっている。

## 交通・アクセス
外部との出入り口となる道路は、
1. 北方の網代港方面へと下る道路。
2. 北東方面へ進み、旅館・保養所などが集中するエリアを抜けて、東海バスの「緑町」バス停[4]へと下る道路。
3. 南東の「弘法滝 藤哲」バス停[5]方面へと下る道路。
4. 南西の別荘地「あじろ南熱海が丘」を経由して大回りで網代駅へと下る道路。

の4本があるが、2と3は途中の道幅が狭く、4は遠回りになるため、実質的には1の一択となる。
（なお、その網代港方面から「南熱海グリーンヒル」へと上がってきて、南西の「あじろ南熱海が丘」へと進んで行く道（グリーンヒル別荘地内ではこの道を「中央通り」と呼ぶ）は、大正時代まで使われた古道「東浦路」に沿った道であり、「あじろ南熱海が丘」の南東部にある「大島茶屋跡」（網代峠）からは、伊東市宇佐美方面へと抜ける山道となっている。山道の途中には、江戸城の石垣の石を切り出した「石丁場跡」もある。）
最寄り駅である伊東線の網代駅へは距離約2km、車で約5分。